# 1013
El 1013 (MXIII) fou un any comú començat en dijous del calendari julià.

## Esdeveniments
- Expulsió dels jueus de Còrdova.

## Necrològiques
- Guislabert I, comte de Rosselló.
- Ar-Ramadí, poeta andalusí.